# Raúl Gómez González

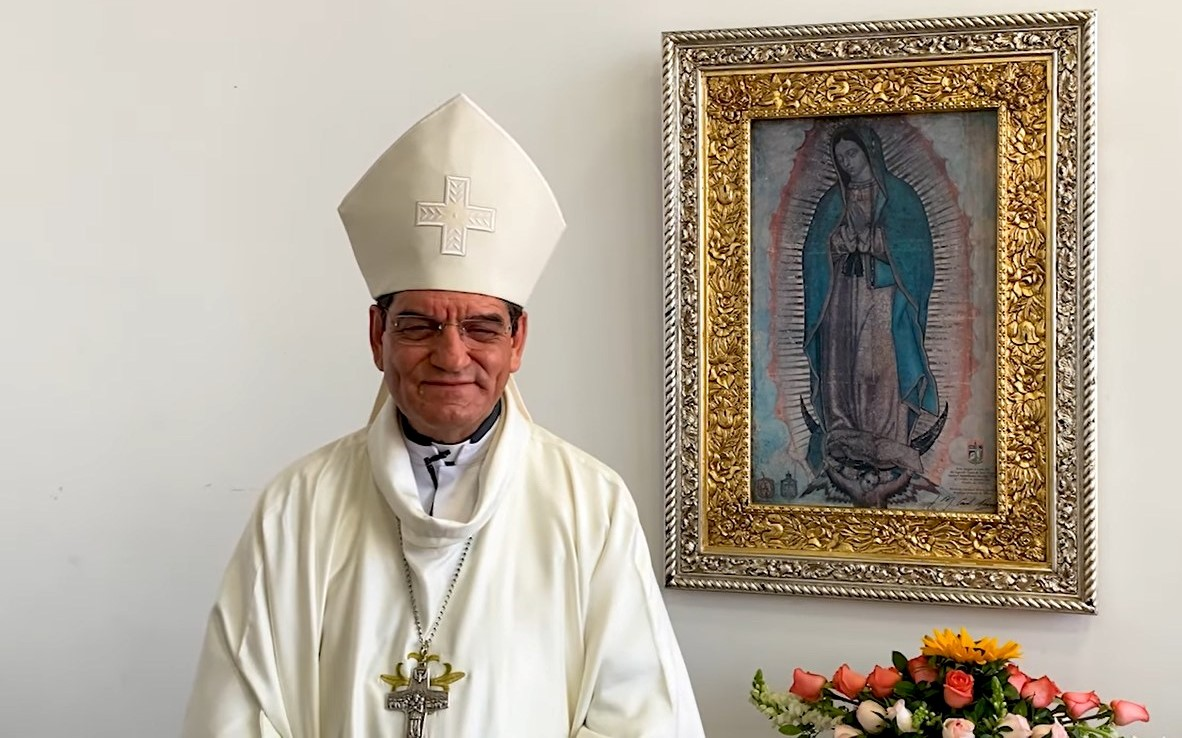
Raúl Gómez González (2022)

Raúl Gómez González (* 17. Februar 1954 in Capilla de Guadalupe, Jalisco, Mexiko) ist ein mexikanischer Geistlicher und römisch-katholischer Erzbischof von Toluca.

## Leben
Raúl Gómez González besuchte zunächst das Knabenseminar in Guadalajara und ab dessen Eröffnung im Jahr 1972 das Knabenseminar des Bistums San Juan de los Lagos, an dessen Priesterseminar er anschließend studierte. Am 23. April 1983 empfing er das Sakrament der Priesterweihe für das Bistum San Juan de los Lagos.
Nach kurzer Tätigkeit in der Pfarrseelsorge studierte er von 1984 bis 1986 in Rom Kirchenmusik und erwarb an der Päpstlichen Akademie Alfonsiana das Lizenziat in Moraltheologie. In sener Heimatdiözese war er anschließend in der Pfarrseelsorge tätig. Außerdem leitete er den Kathedralchor und die diözesane Kirchenmusikschule. Am diözesanen Priesterseminar lehrte er Moraltheologie und Kirchenmusik. Im Jahr 2008 wurde er zum Generalvikar des Bistums ernannt.
Am 26. November 2009 ernannte ihn Papst Benedikt XVI. zum ersten Bischof des mit gleichem Datum errichteten Bistums Tenancingo. Der Apostolische Nuntius in Mexiko, Erzbischof Christophe Pierre, spendete ihm am 25. Januar 2010 auf dem Außengelände der Kathedrale von Tenancingo die Bischofsweihe; Mitkonsekratoren waren der Erzbischof von Mexiko-Stadt, Norberto Kardinal Rivera Carrera, und der Erzbischof von Monterrey, Francisco Kardinal Robles Ortega.
Ab 2018 war er in der mexikanischen Bischofskonferenz für den Bereich der Kirchenmusik verantwortlich. Die Amtseinführung fand am 19. Mai desselben Jahres statt.
Papst Franziskus ernannte ihn am 19. März 2022 zum Erzbischof von Toluca. Die Amtseinführung fand am 19. Mai desselben Jahres statt.